# جهاز تنظيم مرفق الكهرباء وحماية المستهلك (مصر)
جهاز تنظيم مرفق الكهرباء وحماية المستهلك هو هيئة عامة مستقلة عن أطراف مرفق الكهرباء ذو شخصية اعتبارية ومقره مدينة القاهرة، أنشئ بموجب قرار رئيس الجمهورية رقم 326 لسنة 1997.

## التشريعات المنظمة
- قرار رئيس الجمهورية رقم 326 لسنة 1997 في شأن إنشاء جهاز تنظيم مرفق الكهرباء وحماية المستهلك.[2]
- قرار رئيس الجمهورية رقم 339 لسنة 2000 في شأن إعادة تنظيم جهاز تنظيم مرفق الكهرباء وحماية المستهلك.[3]
  - ألغي بموجبه:
    - قرار رئيس الجمهورية رقم 326 لسنة 1997.
- قانون رقم 87 لسنة 2015 في شأن الكهرباء.[4]
  - ألغي بموجبه:
    - قانون رقم 63 لسنة 1974.
    - قرار رئيس الجمهورية رقم 339 لسنة 2000.

  - التعديلات:
    - قانون رقم 192 لسنة 2020.[5]
    - قانون رقم 70 لسنة 2021.[6]

  - اللائحة التنفيذية:
    - قرار وزاري رقم 230 لسنة 2016.

## المديرين التنفيذيين
- مهندس / محمد صلاح السبكي.
- مهندس / عبد الرحمن صلاح الدين.
- مهندس / حافظ عبد العال السلماوي.
- مهندس / حاتم محمد وحيد عامر.
- مهندس / محمد موسى على عمران.
- مهندس / محمد عبد العزيز حسن عبد الرحمن.[1]
- دكتور مهندس/ محمد موسى عمران[7]